# Włoszakowice (gmina)
Włoszakowice est une gmina rurale du powiat de Leszno, Grande-Pologne, dans le centre-ouest de la Pologne. Son siège est le village de Włoszakowice, qui se situe environ 17 km au nord-ouest de Leszno et 64 km au sud-ouest de la capitale régionale Poznań.
La gmina couvre une superficie de 127,75 km2 pour une population de 8 915 habitants en 2011.

## Géographie

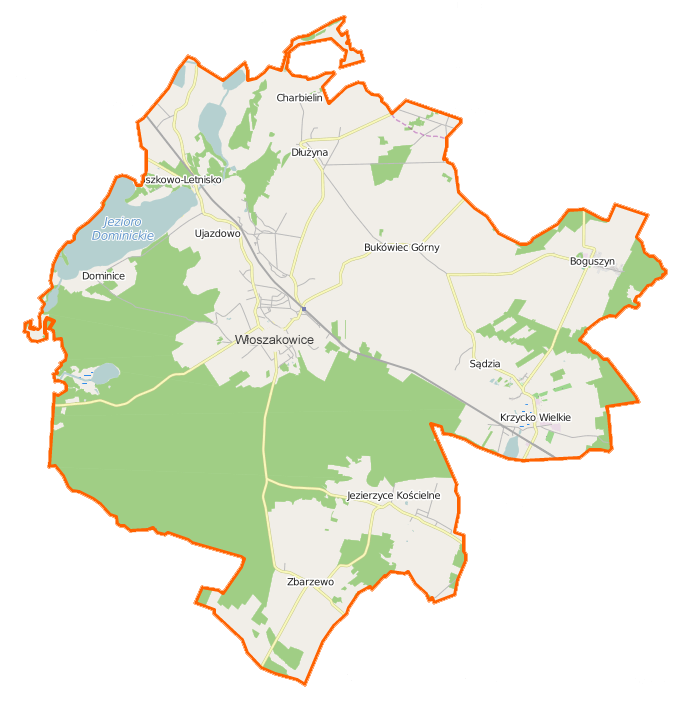
Plan de la gmina.

La gmina inclut les villages et les localités de :
- Adamowo
- Boguszyn
- Boszkowo
- Bukówiec Górny
- Charbielin
- Dłużyna
- Dominice
- Grotniki
- Jezierzyce Kościelne
- Krzycko Wielkie
- Sądzia
- Skarżyń
- Włoszakowice
- Zbarzewo

### Gminy voisines
La gmina de Włoszakowice est bordée des gminy de :
- Lipno
- Przemęt
- Śmigiel
- Święciechowa
- Wijewo
- Wschowa

## Structure du terrain
D'après les données de 2002, la superficie de la commune de Włoszakowice est de 127,15 km2, répartis comme tel :
- terres agricoles : 52 %
- forêts : 39 %

La commune représente 15,8 % de la superficie du powiat.

## Démographie
Données du 30 juin 2004 :
| Description        | Total  | Total | Femmes | Femmes | Hommes | Hommes |
| ------------------ | ------ | ----- | ------ | ------ | ------ | ------ |
| Unité              | Nombre | %     | Nombre | %      | Nombre | %      |
| population         | 8 508  | 100   | 4 314  | 50,7   | 4 194  | 49,3   |
| Densité (hab./km²) | 66,9   | 66,9  | 33,9   | 33,9   | 33     | 33     |